# Nandayure (canton)

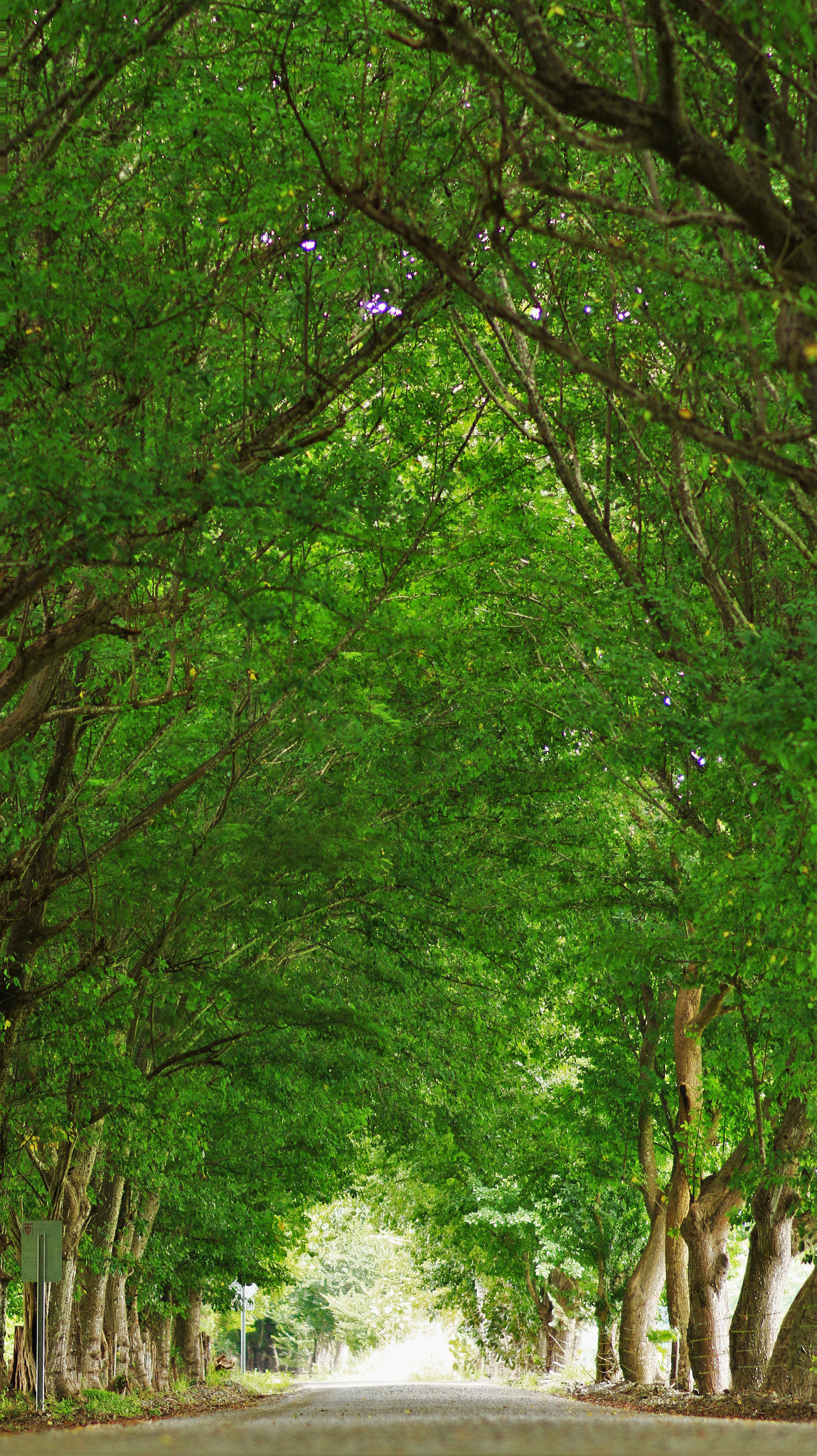
Arboles de pochote en Nandayure

Nandayure est un canton (deuxième échelon administratif) costaricien de la province de Guanacaste au Costa Rica.